# Margaritaria scandens
Margaritaria scandens là một loài thực vật có hoa trong họ Diệp hạ châu. Loài này được (C.Wright ex Griseb.) G.L.Webster mô tả khoa học đầu tiên năm 1957.